# Reinbek
Reinbek er en by i det nordlige Tyskland, beliggende under Kreis Stormarn i delstaten Slesvig-Holsten. Den er en del af Metropolregion Hamburg og krydses af flere motorveje.
Reinbeck kendes tilbage til 1226. Her lå et kloster, der under reformationen ødelagdes 1534. I 1877 ændredes skrivemåden til Reinbek. Byen fik købstadsrettigheder i 1952. Byen ligger ved floden Bille som er opstemmet til en mølledam.

## Religiøs fordeling
- 44% protestanter
- 9% katolikker
- 22% andre religiøse grupper
- 26% uden religiøs tilknytning

- Wikimedia Commons har flere filer relateret til Reinbek